# Sallenelle
Sallenelle is een gehucht in de Franse gemeente Pendé in het departement Somme. Het gehucht ligt twee kilometer ten noorden van het dorpscentrum van Pendé. Het gehucht ligt langgerekt langs de weg van Saint-Valery-sur-Somme naar Eu.

## Geschiedenis
Vermeldingen van de plaats gaan terug tot 1140 als Salinellae. De naam verwijst naar de zoutpannen (nelles salées) die hier tot de 14e eeuw lagen. Op de 18e-eeuwse Cassinikaart werd de plaats aangeduid als Salnelle.
Na de opheffing van het ancien régime eind 18e eeuw, toen de gemeenten werden gecreëerd, werd Sallenelle ondergebracht in de gemeente Pendé.
Net ten oosten, net over de grens met Lanchères, bevond zich een tijd de halte Hurt langs de spoorlijn van de Sommebaai.
Bethléem · Pendé · Petit Pendé · Routhiauville · Sallenelle · Tilloy